# Эванс, Боб Овертон
Боб Овертон Эванс (англ. Bob O. Evans; 19 августа 1927 — 2 сентября 2004) — американский инженер в области электроники, возглавил в IBM разработку совместимых ЭВМ, изменив этим самым развитие компьютерной индустрии.
Получил высшее образование в Университете города Сиракьюс, и в 1949 году защитил степень бакалавра в области электротехники в Университете штата Айова. В 1951 году он стал младшим разработчиком корпорации IBM и принял участие в разработке первых суперкомпьютеров. Вся дальнейшая карьера Эванса была связана с корпорацией IBM. В 1962 году он занял пост вице-президента по разработке и возглавил подразделение Data Systems Division, то есть стал руководителем всех работ, связанных с компьютерами System/360. Архитектура, предложенная Эвансом и его коллективом используется уже более 40 лет в мейнфреймах IBM. В 1972 году он был избран вице-президентом IBM, в 1975 году занял пост президента подразделения System Communications Division, а в 1977 году стал вице-президентом IBM по вопросам разработки, программирования и технологии. В дополнение к своей основной работе, в 1974 году Эванс стал членом Комитета партнеров и руководителей высшего звена спутниковых систем, в который входили также представители Aetna, Comsat General и IBM. С 1981 по 1995 годы Эванс работал советником правительства Тайваня, где способствовал развитию микропроцессорной промышленности этой страны
Боб Эванс умер 2 сентября 2004 года в Хиллзборо (Калифорния, США).

## Отличия и награды
- В 1985 году Боба Эванса и его коллег, Фредерика Брукса, Эриха Блоха, наградили Национальной медалью США в области технологий и инноваций — за разработку и архитектуру ЭВМ IBM System/360.[2]

- В 1970 году Эванса избрали в Национальную Инженерную Академию США.[3]

- В 1991 году отмечен наградой IEEE, как Пионер компьютерной техники, за разработку совместимых ЭВМ.[4]

- 2004 года Эванса включили в Зал Славы Музея Компьютерной истории (Маунтин-Вью (Калифорния))."[5]